# Shakintu
Een šakintu was een vrouwelijke administrateur, gewoonlijk aan het hof van een koningin, in het oude Assyrië.
De term šakintu duikt voor het eerst in 788 v.Chr. op en is bekend uit een aantal steden: Assur, Nineveh, Kalḫu, Tušḫan en Til-Barsip. Vrouwen met deze functie zijn bekend tot het einde van het rijk in 612 v.Chr.
Zij hadden voornamelijk een financiële taak en zij konden de leiding hebben over een aanzienlijk personeel, zoals een schrijfster, een vervangster, een kok, iemand die 'over zakken ging' en een of meer ša rēši die gewoonlijk als eunuchen vertaald worden. De šakintu kocht en verkocht regelmatig slaven of land. Verder leende zij of leende zij uit en nam mensen in dienst of ontsloeg hen, zorgde voor bevoorrading en gaf giften. In sommige paleizen werden honderden mensen onder haar te werk gesteld, met name bij het vervaardigen van textiel. Hoewel er nooit over de echtgenoot van de šakintu gerept wordt, is er wel sprake van een zoon en zelfs dat de šakintu haar dochter uithuwelijkte. Dat laatste was gewoonlijk voorbehouden aan de heer des huizes.